# Cardiostichus gabonicus
Cardiostichus gabonicus is een keversoort uit de familie mierkevers (Cleridae). De wetenschappelijke naam van de soort is voor het eerst geldig gepubliceerd in 1858 door J.Thomson.